# Universidad Tongji
Universidad de Tongji (Chino simplificado: 同济大学) es una universidad integral ubicada en Shanghai. Establecida en 1907 por el gobierno alemán junto con médicos alemanes en Shanghai. Tongji es una de las más antiguas y más selectiva, entre la mayoría de las prestigiosas universidades de China en el marco del proyecto 985. Es una universidad de primera clase doble, Clase A del Ministerio de Educación de China.
La Universidad de Tongji es especialmente conocida por sus programas de ingeniería, negocios y arquitectura. La universidad cuenta con más de 2.803 académicos, incluidos 27 miembros de la Academia de Ciencias de China y la Academia de Ingeniería de China. Actualmente, la Universidad de Tongji posee 29 universidades, 8 hospitales afiliados y 6 escuelas primarias y secundarias afiliadas.
La escuela de Ingeniería civil es considerada la mejor del mundo según el ranking de EE. UU. del año 2020. La Escuela de Diseño e Innovación ocupó el puesto 13 entre las escuelas de arte y diseño de todo el mundo en 2020, y la mejor en Asia, según el índiceQS. La Escuela de Economía y Gestión (Tongji SEM) es una de las 74 escuelas de negocios en el mundo que cuenta con la triple acreditación del EFMD Sistema Europeo de Mejora de la Calidad (EQUIS), la Asociación para Avanzar Escuelas de Negocios Universitarias (AACSB) y la Asociación de MBA (AMBA). La Universidad de Tongji es miembro de la Alianza de Universidades del Delta del Yangtze y la Red de universidades Asiático-Europea de Laotse. Según las clasificaciones de universidades mundiales QS de 2018 y las clasificaciones de educación superior de 2018, la Universidad de Tongji ocupó el décimo lugar a nivel nacional.

## Historia
La historia de la Universidad de Tongji se remonta a 1907 cuando el gobierno alemán fundó la Escuela de Medicina Alemana, con los chinos en Shanghai junto con los médicos alemanes Erich Paulun, Oscar von Schab y Paul Krieg. La escuela estaba afiliada al hospital Tongji que los médicos alemanes habían establecido en Shanghai por iniciativa de Paulun. El nombre Tongji, que es una aproximación fonética en shanghainés del alemán deutsche ("alemán"), sugiere cooperar montando el mismo barco (logotipo de la universidad de Tongji). La escuela se amplió para incluir la ingeniería en sus programas y obtuvo su nuevo nombre como Escuela Alemana de Medicina e Ingeniería para los chinos en Shanghai en 1912. Se estableció formalmente como una universidad china con el nombre de Universidad Tongji en 1923/1924 y pasó a llamarse Universidad Nacional Tongji en 1927. Durante la segunda guerra sino-japonesa (1937-1945), el campus universitario se trasladó de Shanghai primero a la provincia de Zhejiang, luego a la provincia de Jiangxi y la provincia de Yunnan y más tarde a la provincia de Sichuan. Finalmente se trasladó a Shanghai en 1946. Luego se convirtió en una universidad integral que ofrecía programas en ciencias, ingeniería, medicina, arquitectura, artes y derecho. Después de una campaña nacional de reorganización de escuelas y departamentos entre universidades en 1952, la Universidad de Tongji se convirtió en una universidad conocida por sus programas de ingeniería civil y arquitectura. Tongji es también la primera universidad que introdujo la planificación urbana en China. En 1952, los primeros doce profesores titulares de Tongji son: Li Guohao, 周 念 先 (Zhou Nianxian), 钱 仲 毅 (Qian Zhongyi), 陈超 (Chen Chao), 周 方 白 (周 圭), 李寿康, et al.
Como universidad que había conseguido una reputación por sus programas de investigación, Tongji se convirtió en una de las primeras universidades que fueron autorizadas por el consejo de estado de China para establecer su escuela de graduados. Como una de las universidades líderes, tuvo éxito en su solicitud para el Programa 211 que proporcionó a las universidades fondos gubernamentales sustanciales. En 1995, la universidad se convirtió en una de las que recibió el apoyo conjunto de la comisión de educación estatal y el gobierno municipal de Shanghai. En 1996, la universidad se fusionó con el instituto de construcción urbana de Shanghai y el instituto de Materiales de Construcción de Shanghai. La fusión fue reconocida por el consejo estatal como "Modelo Tongji" en la renovación del sistema de instituciones superiores en China. En abril de 2000, la universidad Tongji ampliada se fusionó nuevamente con la universidad de ferrocarriles de Shanghai. La Universidad de Tongji se convirtió en una universidad integral que ofrece una amplia gama de programas en ciencias, ingeniería, medicina, artes, derecho, economía y administración de empresas.

### Cronología
- Noviembre de 2010: Se firmó un convenio de cooperación con el Instituto Superior Técnico que convierte a IST en el campus portugués de la Universidad de Tongji.
- Julio de 2005: se firmó un acuerdo de cooperación con el Politecnico di Milano y el Politecnico di Torino en relación con el desarrollo del campus universitario chino-italiano en Shanghai y el establecimiento de una casa sino-italiana, un año más tarde se realizó un proyecto de doble licenciatura en ingeniería, llamado PoliTong
- 2002: Incluido en el Proyecto 985
- Abril 2000: Se fusionó con la Universidad de trenes de Shanghai (una fusión entre el Colegio de ferrocarriles de Shanghai y el Colegio Médico de Shanghai, en mayo de 1995).[11][12][13]
- Agosto de 1996: Se fusionó con el Instituto de Construcción Urbana de Shanghai y el Instituto de Materiales de Construcción de Shanghai.

- Noviembre de 1995: incluido en el Proyecto 211
- Octubre de 1995: declarado para ser construido conjuntamente por la antigua comisión de educación del estado y el gobierno municipal de Shanghai
- Diciembre de 1978: con el consentimiento del consejo de estado, se reanudó la conexión con Alemania y se convirtió en la ventana de los intercambios culturales, tecnológicos y científicos entre China y Alemania.
- Febrero de 1972: la Universidad de Tongji se fusiona con el Departamento de Geología Marina de la Universidad Normal del Este de China.
- 1952: los departamentos de matemáticas, física y química de la facultad de ciencias se fusionaron en la Universidad de Fudan, los departamentos de maquinaria, ingeniería eléctrica y fabricación de barcos se fusionaron en la Universidad Jiaotong de Shanghai. Mientras tanto, la Universidad de Tongji fusionó el departamento de ingeniería civil y la escuela de Arquitectura de la Universidad de Saint John, Shanghai y varias otras universidades.
- 1951: el departamento de Biología de la facultad de ciencias se fusionó con la Universidad Normal del Este de China, la facultad de medicina y el departamento de estudios de la facultad de ingeniería se trasladaron a Wuhan, provincia de Hubei.
- Septiembre de 1949: facultad de literatura y artes, facultad de derecho se fusionaron en la Universidad de Fudan
- Junio de 1949: la comisión de control militar de Shanghai se hizo cargo de la Universidad de Tongji.
- Agosto de 1946: la facultad de ciencias se expandió cuando la facultad de literatura y ciencias se mudó de regreso a Shanghai
- Abril de 1946: regresó a Shanghai.
- 1945: estableció la facultad de derecho.
- Octubre de 1940: se trasladó a Lizhuang en Yibin, provincia de Sichuan.
- Invierno de 1938: se trasladó a Kunming, provincia de Yunnan
- Septiembre de 1937: se trasladó al sur de China debido a la segunda guerra sino-japonesa.
- Agosto de 1927: renombrada como Universidad Nacional de Tongji.
- 20 de mayo de 1924: aprobada por el gobierno para ser una de las primeras universidades nacionales de China.
- Marzo de 1922: renombrada como Universidad de Medicina e Ingeniería de Tongji
- Octubre de 1907: establecida como escuela de medicina Alemana de Tongji.

## Tongji hoy

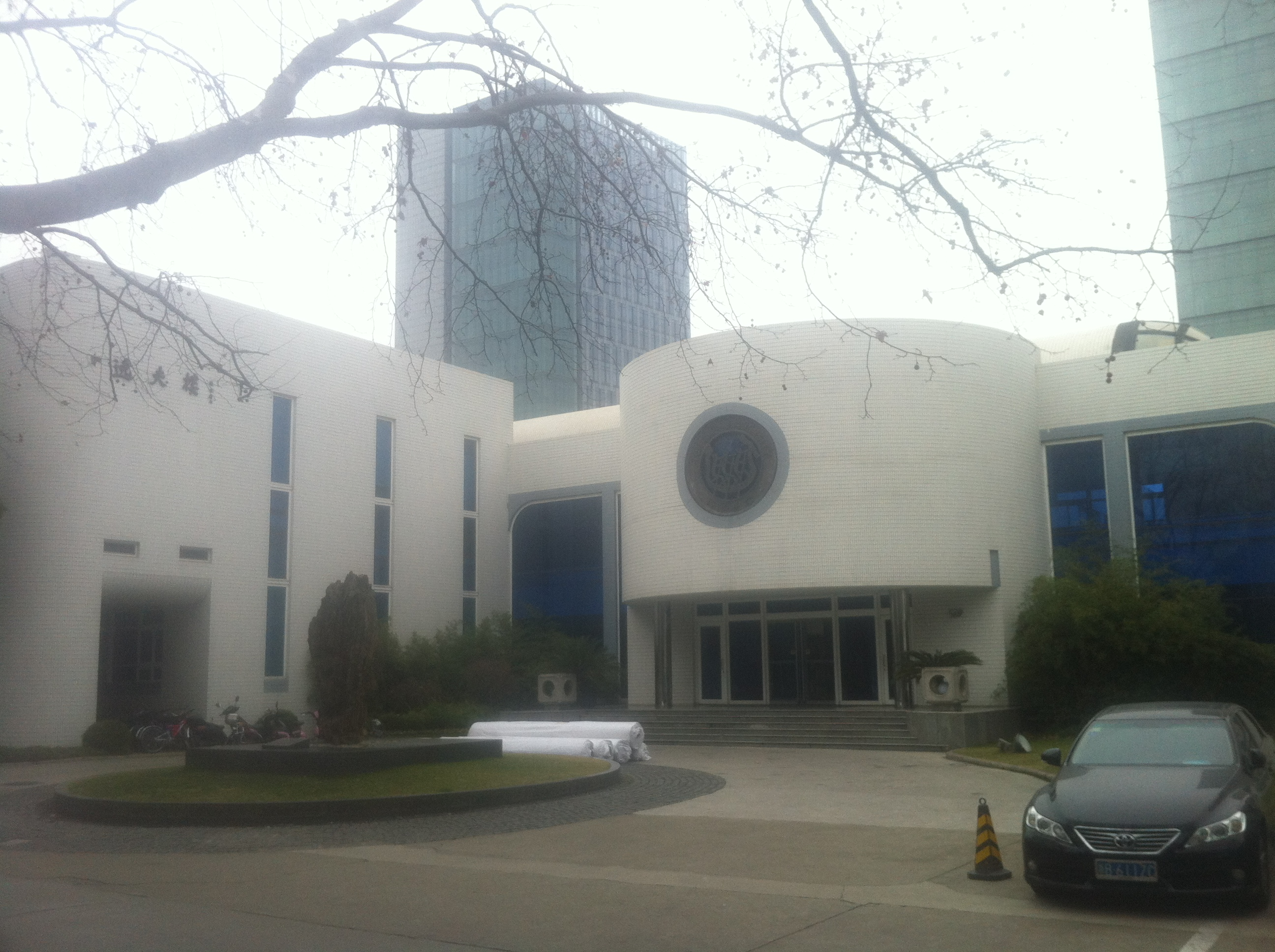
Universidad de Tongji

La universidad en los inicios del siglo XXI registra más de 50.000 estudiantes en todos los niveles, desde cursos de certificado y diploma hasta títulos de licenciatura, maestría, doctorado. programas y anexos postdoctorales. Hay más de 4.200 miembros del personal académico para la enseñanza y la investigación, entre los cuales hay 6 miembros de la Academia China de Ciencias, 7 miembros de la Academia China de Ingeniería, más de 530 profesores y 1300 profesores asociados. La universidad ofrece diversos programas en sus 81 licenciaturas, 151 maestrías, 58 programas de doctorado y 13 estaciones móviles postdoctorales. La Universidad de Tongji es particularmente famosa por sus programas de Arquitectura e Ingeniería Civil. Sus programas de Ingeniería Civil, Arquitectura e Ingeniería de Transporte están clasificados como Top 1 en PR China y su programa de arquitectura es, con mucho, el más difícil de ingresar. Como uno de los principales centros estatales de investigación científica, la universidad cuenta con 5 laboratorios estatales clave y centros de investigación de ingeniería.
La universidad participa activamente en la promoción de la cooperación y los intercambios con otros países. Ha establecido vínculos con Australia, Austria, Canadá, Finlandia, Francia, Alemania, Japón, España, Suiza, Reino Unido y Estados Unidos en los campos de la educación, la ciencia, la tecnología y la economía. Se han establecido varios programas conjuntos internacionales entre la universidad y sus centros asociados en otros países en los últimos años. En 2006, la universidad inscribió a 1.829 estudiantes internacionales.

## Día de aniversario
El 3 de junio de 1907, se inauguró la Escuela de Medicina Alemana en Shanghai. El 1 de octubre del mismo año se realizó una ceremonia. El día del aniversario se fijó inicialmente para el 18 de mayo, día en el que en 1924 se inauguró el campus de Wusong. En 1925 y 1926, las ceremonias se llevaron a cabo el 18 de mayo. En la reunión de personal del 19 de enero de 1931, se decidió posponer el día del aniversario de la Universidad Nacional de Tongji hasta el 20 de mayo, dos días después del duelo nacional a media asta por la muerte del Sr. Chen Yingshi (Chen Qimei), un político. Tongji celebra el Día del Aniversario el 20 de mayo desde entonces.
Casualmente, el 20 de mayo de 1924, el departamento de educación de China aprobó la facultad de medicina de Tongji como "universidad". En ese momento se aprobó tanto la facultad de medicina como la de ingeniería.

## Instalaciones
La Universidad de Tongji está protegida por la unidad de jardines a nivel estatal para su excelente forestación. Sus cinco campus están ubicados en la ciudad municipal de Shanghai, con una superficie de 2.460.000 m2. El campus de Siping está situado en Siping Road; el Campus oeste en Zhennan Road; el Campus Norte en Gonghexing Road; el campus este en Wudong Road y el campus de Jiading se encuentran en la ciudad internacional del automóvil de Shanghai en Anting, distrito de Jiading. En el año 2009, el Campus este se vendió a la Universidad de Economía y Finanzas de Shanghai.
- Campus Siping (campus principal)

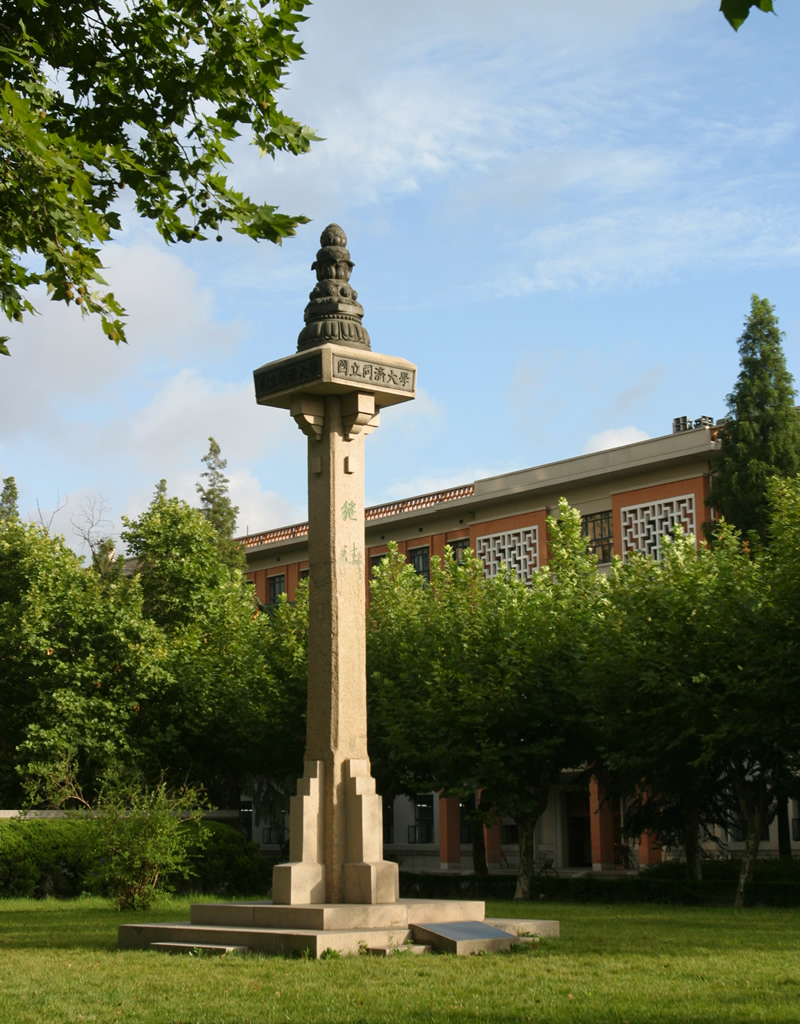
El obelisco (国 立柱) en el campus de Siping
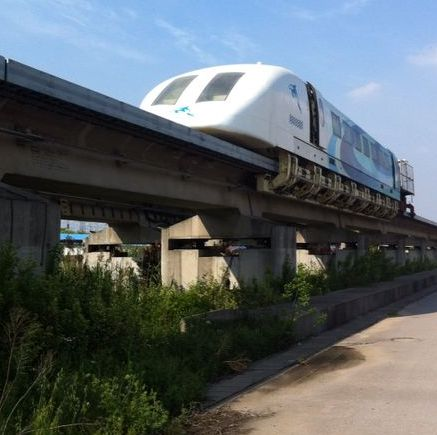
Maglev
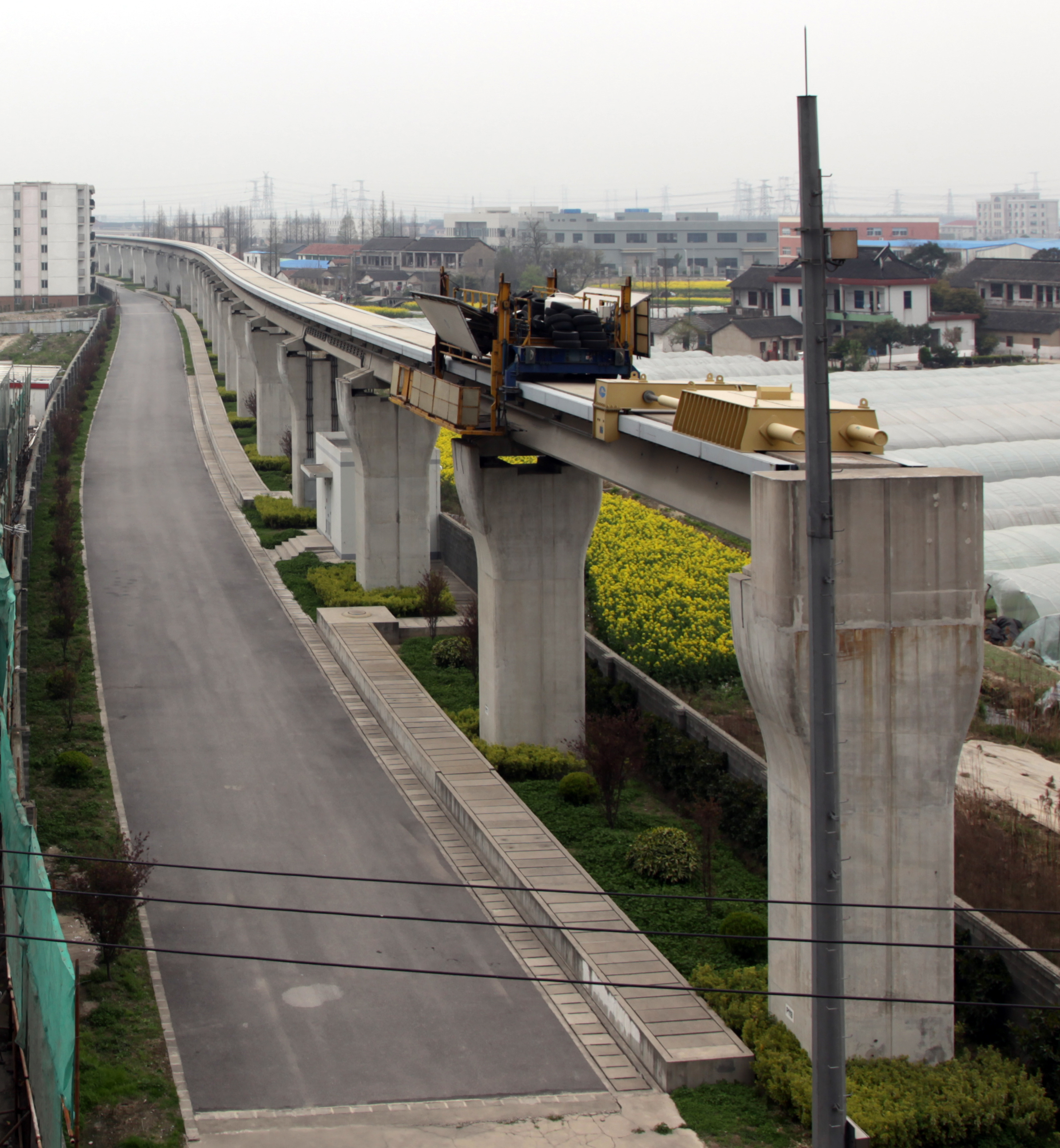
Pista de prueba Maglev

- Campus Oeste
- Campus Norte
- Campus de Jiading

## Académicos

### Colegios, escuelas y departamentos
- Facultad de Arquitectura y Urbanismo
- Facultad de Ingeniería Civil
- Facultad de Diseño e Innovación
- Facultad de Derecho
- Escuela de Ingeniería de Software
- Facultad de Ingeniería Electrónica y de la Información
- Facultad de Ciencias e Ingeniería Ambientales
- Escuela de Ciencia e Ingeniería de Materiales
- Facultad de Ingeniería Mecánica
- Facultad de Ingeniería de Transporte
- Facultad de Ingeniería Automotriz
- Escuela de Ingeniería Aeroespacial y Mecánica Aplicada
- Escuela de Ciencias Físicas e Ingeniería
- Escuela de Ciencias e Ingeniería Química
- Escuela de matemáticas
- Escuela de Idiomas Extranjeros
- Escuela de humanidades
- Facultad de Economía y Gestión
- Facultad de Artes y Medios
- Facultad de Ciencias de la Vida y Tecnología
- Escuela de Ciencias Oceánicas y Terrestres
- escuela de Medicina
- Instituto de Tránsito Ferroviario

### Institutos y centros
- Instituto de Acústica
- Instituto de propiedad intelectual
- El Instituto de Ingeniería Biomédica y Nanociencia (iNANO)
- Instituto de educación superior
- Instituto de Educación Electrónica
- Instituto de Tecnología Superior
- Instituto de Educación Técnica y Vocacional
- Instituto de Marketing Automotriz
- Centro académico alemán
- Colegio chino-alemán
- Facultad de Ingeniería Sino-Alemana
- Facultad de Ingeniería y Gestión Sino-Francesa
- Campus chino-italiano
- PNUMA-Instituto Tongji para el Medio Ambiente y el Desarrollo Sostenible (IESD)
- Instituto de Investigación y Diseño Arquitectónico
- Instituto de Investigación de Ciencia e Ingeniería Agrícola Moderna
- La Escuela Internacional de la Universidad de Tongji
- Centro de Estudios de Asia y el Pacífico

### Laboratorios estatales clave
- Laboratorio estatal clave de prevención de desastres en Ingeniería Civil
- Laboratorio estatal clave de control de la contaminación y reutilización de recursos
- Laboratorio estatal clave de tecnología moderna de Planificación y Diseño Urbano
- Laboratorio estatal clave de geología marina

### Centro Nacional de Investigaciones
- Centro Nacional de Investigación en Ingeniería para el Control de la Contaminación Urbana

### Laboratorios clave a nivel provincial y ministerial
- Laboratorio clave de Ingeniería vial y tráfico del Ministerio de Educación del Estado
- Laboratorio clave del medio ambiente hídrico del Yangtze del Ministerio de Educación del Estado
- Laboratorio clave de Shanghai de investigación y aplicación de materiales con función metálica
- Laboratorio clave de geodesia de ingeniería moderna de la Oficina Estatal de Topografía y Cartografía
- Laboratorio abierto de Fisiología y Psicología en la Atención Sanitaria Ferroviaria
- Laboratorio abierto de biología molecular médica clínica en la asistencia sanitaria ferroviaria
- Laboratorio abierto de Nutrición e Higiene Alimentaria en la sanidad ferroviaria
- Laboratorio abierto de estomatología infantil en la asistencia sanitaria ferroviaria
- Laboratorio abierto de venereología en la atención sanitaria ferroviaria

### Centros de investigación clave a nivel provincial y ministerial
- Centro de Investigaciones de Información y Tecnología de Ingeniería Civil del Ministerio de Educación del Estado
- Centro de Investigación de Ingeniería de Shanghai de Robot de Constricción.

### Disciplinas clave
- Geología marina
- Ingeniería estructural
- Ingeniería mecánica
- Ingeniería de puentes y túneles
- Ciencia material
- Ingeniería vial y ferroviaria
- Planificación y Diseño Urbano
- Planificación y gestión del tráfico y el transporte
- Ingeniería ambiental
- Ingeniería geotécnica

### Miembros de la Academia de Ciencias de China
- Sun Jun (孙 钧)
- Ma Zaitian (马 在 田)
- Wang Pinxian
- Yao Xi (姚 熹)
- Zheng Shiling (郑 时 龄)
- Chang Qing (常青)
- Zhou Xingming (周兴铭)
- Chen Yihan (陈义汉)
- Pei Gang (裴 钢)

### Miembros de la Academia China de Ingeniería
- Haifan (项 海帆)
- Li Tongbao (李 同 保)
- Guo Chongqing (郭 重庆)
- Zhiqiang Wu (吴志强)
- Dai Fudong
- Fan Lichu
- Lu Yaoru (卢 耀 如)
- Shen Zuyan
- Zhong Zhihua (钟志华)
- Chen Jie (陈杰)

### Miembros de la Escuela de Arquitectura y Planificación Urbana
- Plácido González

### Clasificaciones universitarias
Tongji ocupa el puesto 265 en el mundo según el QS World University Rankings 2020. El Ranking Mundial de Universidades de Times Higher Education 2019 colocó a Tongji en el puesto 13 de 72 en China.

### Asociaciones
Tongji tiene una asociación estratégica con la Universidad Técnica de Darmstadt y Universidad Tecnológica de Graz.

## Presidentes

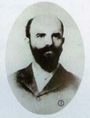
Erich Paulun

- Erich Paulun (1907-1909)
- Oscar von Schab (福沙伯) (1909-1917)
- Berrens (贝伦子) (1912-1919&1921-1927)
- Shen Enfu (沈恩孚) (1917-1923)
- Yuan Xitao (袁希涛) (1923-1927)
- Ruan Shangjie (阮尚介) (1917-1927)
- Zhang Zhongsu (张仲苏) (1927-1929)
- Zhang Qun (张群) (1929.3-1929.6)
- Hu Shuhua (胡庶华) (1929-1932)
- Weng Zhilong (翁之龙) (1932-1939)
- Zhao Shiqing (赵士卿) (1939-1940)
- Zhou Junshi (周均时) (1940-1942)
- Ding Wenyuan (丁文渊) (1942-1944)
- Xu Songming (徐诵明) (1944-1946)
- Dong Xifan (董洗凡) (1946-1947)
- Ding Wenyuan (丁文渊) (1947-1948)
- Xia Jianbai (夏坚白) (1948-1952)
- Xue Shangshi (薛尚实) (1953.1-1959.7)
- Wang Tao (王涛) (1959-1977)
- Li Guohao (李国豪) (1977.10-1984.4)
- Jiang Jingbo (江景波) (1984.4-1989.2)
- Gao Tingyao (高廷耀) (1989.2-1995.2)
- Wu Qidi (吴启迪) (1995.2-2003.7)
- Wan Gang (万钢) (2003.7-2007.8)
- Pei Gang (裴钢) (2007.8-2016.9)[21]
- Zhong Zhihua(钟志华) (2016.9-2018.7)
- Chen Jie (陈杰) (2018.7-actual)

## Alumnos notables
Algunos exalumnos destacados de la Universidad de Tongji son:
- Li Guohao (李国豪), expresidente de la Universidad de Tongji, experto en puentes de fama mundial
- Wang Shu (王 澍), ganador del Premio Pritzker 2012
- Qiao Shi (乔石), expresidente del Comité Permanente del Congreso Nacional del Pueblo, República Popular China
- Li Linsi (厉 麟 似), Mahatma Gandhi de China, consultor diplomático de Chiang Kai-shek
- Qian Xinzhong (钱 信 忠), Ministro de Salud de la República Popular China
- Tang Dengjie (唐登杰), ex vicealcalde de Shanghai
- Qiu Fazu (裘 法 祖), Cirujano
- Wu Zhongbi (武忠弼), fisiólogo
- Wu Mengchao (吴 孟 超), cirujano, ganador del premio estatal de ciencia y tecnología de China (2005)
- Pan Yunhe (潘云鹤), informático, vicepresidente de la Academia China de Ingeniería
- Bei Shizhang (贝 时 璋), fisiólogo, "Padre de la biofísica china"
- Wan Gang (万 钢), Ministro de Ciencia y Tecnología de la República Popular China
- Xie Guozhong (谢国忠), economista
- Wang Guangtao (汪 光 焘), Ministro de Construcción de la República Popular China
- Kwong-Chai Chu (Zhu Guangcai) (朱 光彩), ingeniero hidráulico